# 튀르크비전 송 콘테스트
튀르크비전 송 콘테스트(영어: Türkvizyon Song Contest, 튀르키예어: Türkvizyon Türk Dünyası Şarkı Yarışması)는 유로비전 송 콘테스트와 유사한 방식으로 진행되는 튀르크어족 화자, 튀르크족 주민들의 음악 경연회이다. 2013년에 튀르키예의 음악 방송인 TMB TV가 신설했다.

## 개최
| 연도 | 국가/지역  | 도시         |
| ---- | ---------- | ------------ |
| 2013 | 튀르키예   | 에스키셰히르 |
| 2014 | 타타르스탄 | 카잔         |
| 2015 | 튀르키예   | 이스탄불     |
| 2020 | 튀르키예   | 이스탄불     |

## 같이 보기
- 유로비전 송 콘테스트